# Monasterio de Santa María la Real (Nájera)
El monasterio de Santa María la Real es un conjunto religioso situado en la ciudad de Nájera, en la comunidad autónoma de La Rioja (España). En él se encuentra el panteón de los reyes del reino de Nájera-Pamplona, antecesor del reino de Navarra. Al encontrarse Nájera en pleno Camino de Santiago y haber sido sede de monarcas navarros, la relevancia del monasterio de Santa María la Real fue elevada.
La Iglesia católica conmemora la festividad de la advocación el 8 de septiembre.

## Historia
En 923 el rey de León Ordoño II, en alianza con el reino de Pamplona, conquista Nájera a los musulmanes. Unos años antes, en 918 Sancho Garcés I de Pamplona había nombrado a su hijo García Sánchez rey de Nájera después de conquistar, junto con los leoneses, buena parte de La Rioja.
En 1035 sube al trono del reino de Nájera-Pamplona García Sánchez III, conocido como García el de Nájera. Según la leyenda, en 1044 descubrió una imagen de la Virgen en una cueva, mientras estaba cazando; siguiendo a su halcón encuentra una pequeña capilla hecha en la cueva con la imagen de la Virgen, un ramo de azucenas (símbolo del monasterio) y una campana. La imagen recibe el nombre de Santa María en la Cueva y se decide construir un templo con un monasterio. El templo sería consagrado y acabado el 12 de diciembre de 1052.
Tras esto García quiso enriquecerlo trayendo los cuerpos de santos de la comarca, para lo que pidió la aprobación a los obispos Sancho de Pamplona, García de Álava y Gómez de Burgos. En 1052 intentó trasladar el cuerpo de San Felices de Bilibio, llegando a tal acuerdo con el obispo de Álava. Éste se dirigió a los Riscos de Bilibio acompañado de muchos caballeros, pero cuando abrió la sepultura, sintió separarse del túmulo y se le torció la boca, tras lo que dio inicio una fuerte tormenta. Al creer que el cielo se oponía al traslado se marcharon, pero parece que el obispo conservaría la deformación de su cara de por vida. El 29 de mayo de 1053 intentó llevar los restos de san Millán sin conseguirlo, por el milagro de los bueyes que no querían continuar con el traslado.
El rey murió en la batalla de Atapuerca y fue sepultado a los pies de la Virgen, en la cueva. Su sucesor Sancho IV el noble, también conocido por el de Peñalén, culmina las obras. 
Durante el reinado de Sancho el de Peñalén, el monasterio es ocupado por monjes de la orden de San Isidoro que practican el rito visigótico. En 1067 se celebró allí un concilio en el que se acuerda la sustitución del rito visigótico por el ritual romano.
En 1076 Sancho el Noble es asesinado por sus hermanos Ramón y Ermisinda en Peñalén, Funes (Navarra). Tras el asesinato, sus primos se reparten el reino de Nájera-Pamplona entre Castilla y Aragón. Nájera queda incorporada a la corona de Castilla bajo Alfonso VI de León y, posteriormente, al reino de Aragón de Alfonso I el Batallador. Más tarde es Alfonso VII quien ocupa estas tierras.
En 1045 queda estabilizada definitivamente la conquista de Calahorra y en 1079 la sede episcopal, que estaba en Nájera, pasa a esa ciudad. 
En 1134 el reino de Pamplona recupera la independencia del de Aragón bajo el reinado de García Ramírez, conocido por ello como el Restaurador, y con él se abre otro periodo de enterramientos reales en el convento de Santa María, ya que tanto él como su familia son enterrados aquí.
En 1422 se inician las obras del nuevo templo que sustituye al original románico. No se acabaría hasta 1453. En 1486 la abadía se independiza de la Orden de Cluny, mientras que se realizan una serie de importantes reformas: la sillería del coro alta se instala en 1493, se termina el refectorio en 1513 y el claustro de los Caballeros en 1517. La abadía queda incorporada a la congregación de San Benito de Valladolid en 1513. 
Nájera se posiciona de parte de los Comuneros y, en su derrota, es entregada al saqueo de las tropas reales. 
En el primer cuarto del siglo XVII, entre 1621 y 1625, se edifica la portada del templo y a finales de ese mismo siglo se instala el retablo mayor, de estilo Barroco.
El siglo XIX fue una época difícil para el conjunto religioso de Santa María la Real de Nájera. En sus primeros años, durante la Guerra de la Independencia sufre ataques y saqueos por parte de las tropas francesas y de los guerrilleros. 
En 1835, con motivo de la desamortización de Mendizábal, son expulsados los religiosos y el monasterio es abandonado, siendo vandalizado y sufriendo muchos daños y pérdidas. El edificio se usa entonces como almacén, escuelas, cuartel... La iglesia pasa a servir de parroquia en 1845 hasta 1885.
En 1889 se declara al conjunto Monumento Histórico Artístico Nacional y unos años después, en 1895, entra al convento una comunidad de frailes franciscanos y comienza la recuperación del mismo. En 1909 el Estado comienza a contribuir en la restauración y en 1959 se funda el Patronato de Santa María la Real, en el que participan las diputaciones de Navarra (desde 1982 Gobierno de Navarra), Guipúzcoa, Vizcaya, Álava, Logroño (desde 1982, Gobierno de La Rioja), el ayuntamiento de Nájera y la Orden de los Franciscanos.

## Monasterio

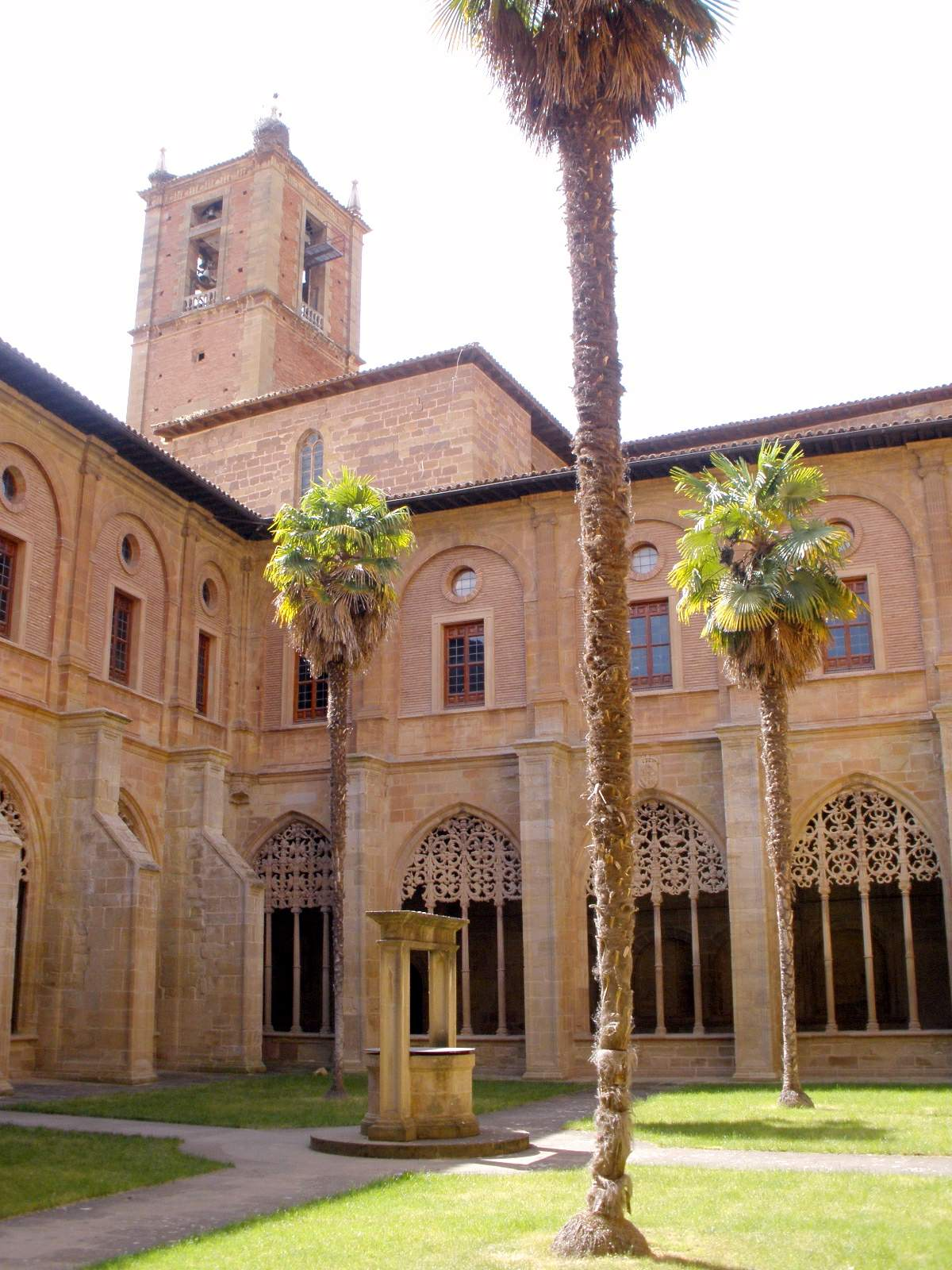
El claustro y la torre monacal

El exterior del Monasterio de Santa María la Real de Nájera es una mezcla de diferentes estilos, fruto de su dilatada historia. Las necesidades de defensa hicieron que los muros fueran altos y que los contrafuertes tuvieran función de bastiones. El siglo XVII dejó la decoración de los muros y puertas y la torre cuadrangular. El pórtico de la iglesia se realizó entre los años 1621 y 1625. 

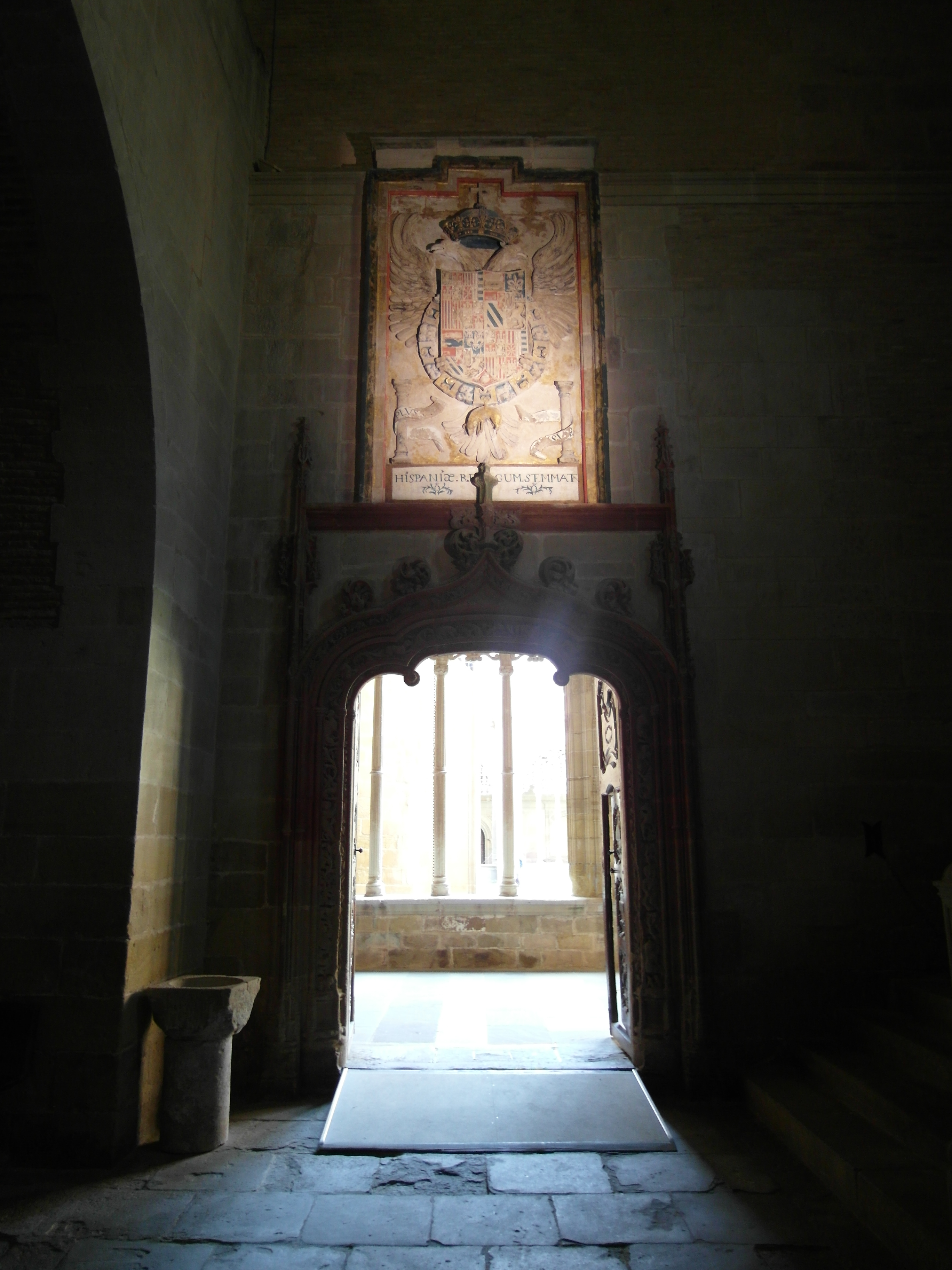
Puerta de Carlos I, en gótico flamígero y escudo real con águila bicéfala

Dentro del monasterio distinguimos dos espacios fundamentales: el templo con el panteón Real, y el claustro, llamado de los Caballeros. El acceso al claustro se realiza por la llamada Puerta de Carlos I. Esta puerta es de estilo Gótico flamígero y aparece muy ornamentada; sobre ella hay un gran escudo real con las armas de Carlos I y un águila bicéfala. Este escudo se realizó en honor al rey, que contribuyó generosamente a la construcción del claustro.

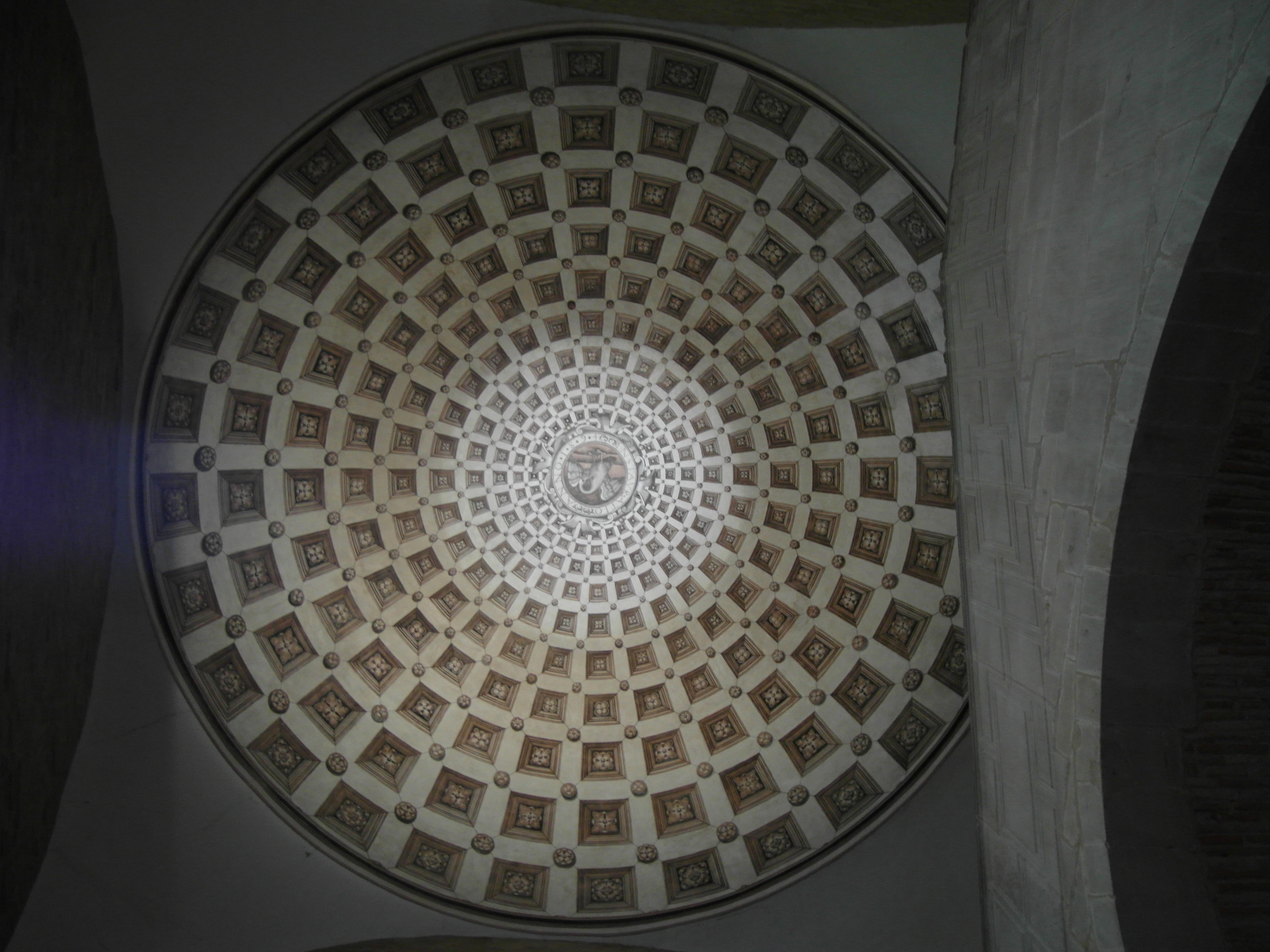
Cúpula con trampantojo. A la derecha, pasamanos de la escalera Real

Al lado de la puerta, arranca la escalera de acceso al claustro superior. Esta escalera es de estilo renacentista y está cubierta por una cúpula semiesférica decorada con casetones pintados en trampantojo. El motivo central de la decoración es un ave: el pelícano. En ella figura la fecha de su construcción, año 1594, y recibe el nombre de Escalera Real.

### El templo

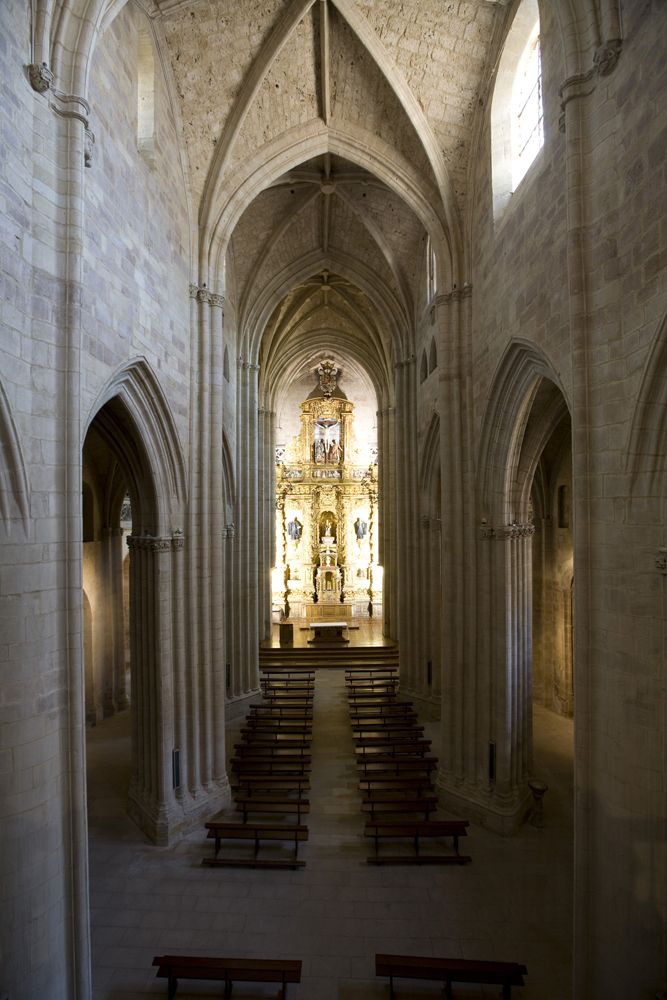
Interior de la iglesia

En 1052 se inaugura y consagra el primitivo templo para la Virgen de la Cueva. El estilo de esta construcción era románico con influjos mozárabes.
El templo actual se construyó entre 1422 y 1453, es de estilo Gótico florido, presentando formas esbeltas a la vez que sencillas. Las bóvedas son de crucería simple, a excepción de la del cascarón del ábside central, que es estrellada; los ábsides laterales son cuadrangulares, y el triforio presenta ventanales casi triangulares. 
El interior consta de tres naves separadas por 10 columnas. Debajo del coro se abre la cueva en la que se cree que apareció la imagen de la Virgen, lugar en el que se ha mantenido desde entonces.
El retablo mayor es de finales del siglo XVII, de estilo barroco, con grandes columnas salomónicas muy adornadas con racimos y hojas de vid. En la parte central está el camarín de la Virgen, con la imagen original, rodeada por los fundadores de la Orden Benedictina, en sus ramas masculina (San Benito) y femenina (Santa Escolástica) y la representación de los reyes fundadores. Es llamativa la representación de los elementos que se dice que estaban junto a la imagen de la Virgen cuando ésta fue encontrada: una jarra con azucenas (emblema del monasterio), una lámpara y una campana. Sobre estos elementos, un friso cuenta el hallazgo de la Virgen por el rey don García. Remata el retablo un Calvario.
En la nave lateral izquierda hay una réplica del retablo mayor que existía antes de que se construyera el actual. Parte del original se conserva en el museo de Amberes, al que llegó después de ser vendido en el siglo XIX. Su autor fue Hans Memling.

#### La imagen de la Virgen
La imagen que dio origen al complejo religioso es una escultura medieval en madera tallada, y policromada solo por el frente. Muestra a la Virgen sentada, sosteniendo con la mano derecha una flor de lirio o azucena, y con la otra al Niño Jesús, quien está a su vez sentado sobre la rodilla izquierda de su madre; el Niño imparte la bendición con su mano derecha, mientras sostiene una bola con la contraria.
La imagen fue restaurada en 1948 por el instituto Príncipe de Viana.
La Corona Imperial del Estado, que forma parte de las Joyas de la Corona británica, fue realizada en 1838 para la coronación de la reina Victoria. En el centro de la cruz de la parte frontal lleva un rubí, procedente de una virgen del monasterio de Santa María la Real de Nájera y que fue llevado a Inglaterra como botín del Príncipe Negro tras prestar ayuda a Pedro I el Cruel en sus guerras.

#### La cueva
La cueva donde se halló la imagen, integrada en el templo, es una de las muchas que existen en la zona de Nájera y que han tenido diversos usos a través del tiempo. Según dice la tradición, en esta cueva se había realizado una pequeña capilla en la que se veneraba la imagen de la Virgen. En 1044 el rey, que estaba cazando con cetrería, siguiendo a su halcón encontró la pequeña capilla con la Virgen junto a un ramo de azucenas, una lámpara y una campana. Los triunfos que siguieron en las guerras de conquista contra los musulmanes fueron atribuidos por el rey a la imagen hallada. 
Hasta la construcción del retablo mayor, la imagen de la Virgen se mantuvo en este lugar. Luego fue sustituida por otra que se hallaba en la capilla del Alcázar Real, que es la que se puede ver actualmente desde 1845. Esta talla es de finales del siglo XIII. Fue restaurada en 1998. La cueva ha sido uno de los sitios elegidos por muchos nobles y religiosos para su entierro. Hasta las obras de restauración de finales del siglo XX, estas sepulturas estaban situadas en el suelo del recinto.

#### Coro

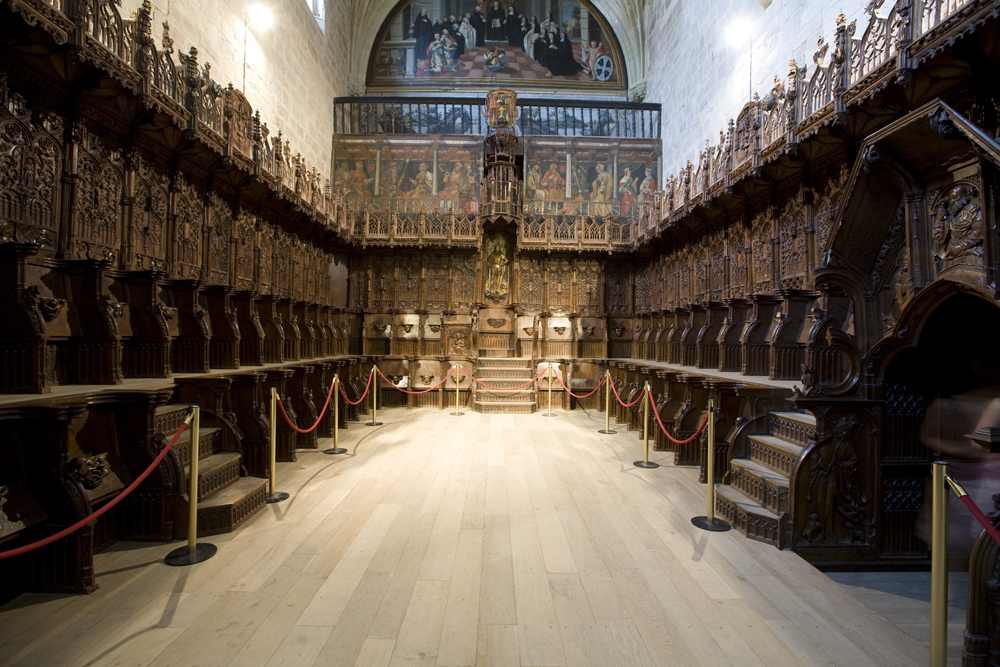
Coro monacal, sillería y pinturas

En el coro destaca la sillería, de estilo gótico. Fue realizada entre los años 1493 y 1495, atribuyéndose la dirección de la obra a los hermanos Andrés y Nicolás Amutio, y fue financiada por el abad Pablo Martínez de Uruñuela (están representados en el respaldo de la segunda silla inferior izquierda).
Las tallas de los respaldos, así como de las misericordias, son todas diferentes y representan símbolos religiosos, escenas de la vida diaria y a personajes relevantes de aquel tiempo. Destaca la talla de la silla abacial, en la que se representa al rey García el de Nájera.
El conjunto de la sillería está coronado por dos grandes lienzos. En uno de ellos se aprecia una galería con seis parejas de reyes debidamente identificados. Finaliza el conjunto con una representación barroca de una congregación benedictina sobre un friso con columnillas que cierra un paisaje rococó. Acabó muy deteriorada en el periodo de abandono del conjunto monumental de finales del siglo XIX.

#### Panteones y capillas

##### Panteón Real

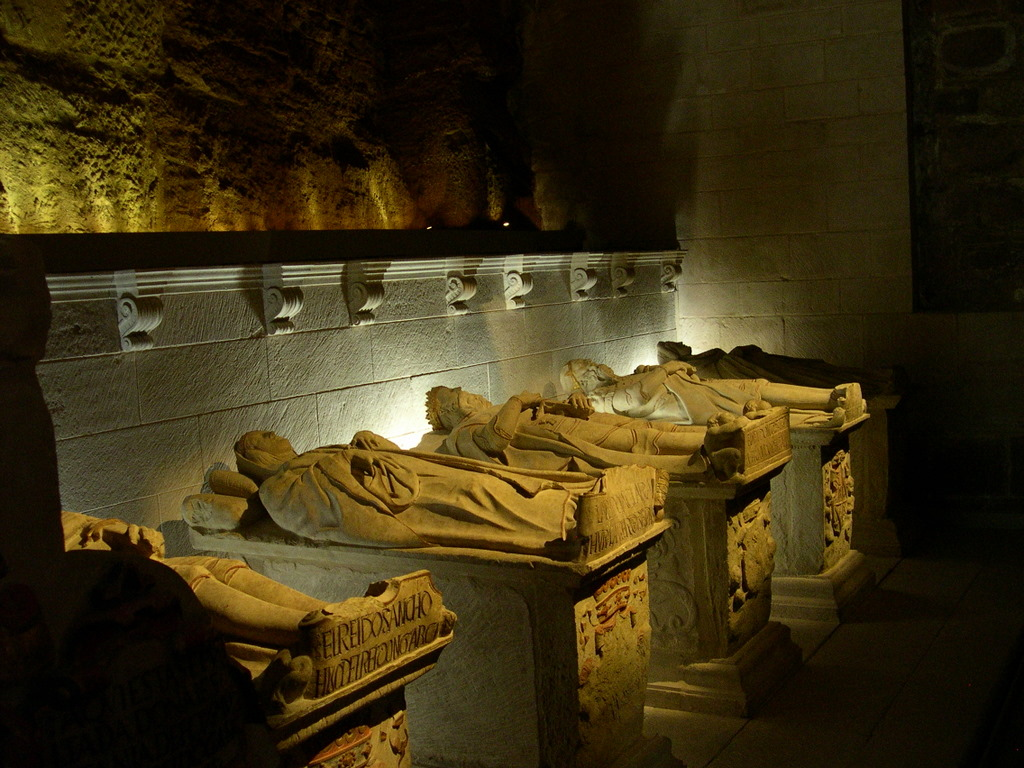
Sepulcros de los reyes de Nájera-Pamplona

A los pies de la nave central, a ambos lados de la entrada a la Cueva, se hallan los sepulcros de los reyes del reino de Nájera-Pamplona, precursor del reino de Navarra. Aquí están enterrados los reyes de las dinastías Jimena, o de los Abarca, que se mantuvo en el trono desde 918 hasta 1076, y la que prosiguió a García Ramírez que reinó desde 1135 hasta 1234. Esta dinastía proviene de la de los Abarcas. 
El conjunto escultórico formado por las arcas funerarias es muy posterior a la época de los cuerpos que los ocupan. Son de estilo renacentista con cierto aire plateresco. La ornamentación es austera, sobre las urnas sepulcrales realizadas en piedra blanca se ubican las figuras yacentes de los diferentes personajes con sus atributos de rey y una cartela-epitafio. Hacia 1556 se procedió a la construcción de este panteón.

##### Panteón de los infantes
Al lado derecho de la nave central se halla el llamado Panteón de los infantes, aquí se recogen los restos de aquellos personajes reales que no llegaron a ser reyes. Entre todas las sepulturas destaca la de Blanca Garcés, conocida como Blanca de Navarra. El sepulcro de Blanca de Navarra, del que solo se conserva la tapa, es el único original del conjunto. Data del siglo XII y es una pieza de talla románica. Está adornado con bajorrelieves que representan escenas del Evangelio y de la vida de la difunta, que murió muy joven.

##### Panteón de los duques de Nájera
A la izquierda del presbiterio se encuentra el panteón de los Manrique de Lara, duques de Nájera desde que en 1482 lo creasen los Reyes Católicos. Los duques de Nájera gobernaron la ciudad hasta el año 1600, cuando no dejaron sucesión. Entre las sepulturas destaca la del primer duque, apodado el Fuerte, Pedro Manrique III de Lara que fue relevante en la corte de Fernando de Aragón, participando con él en la conquista de Granada y luego como virrey de Navarra después de la conquista de este reino en 1512. También descansa aquí Juan Esteban Manrique de Lara, que fue virrey de Navarra en 1521 y a cuyo lado luchó san Ignacio de Loyola en el cerco de Pamplona.

### El claustro de los Caballeros

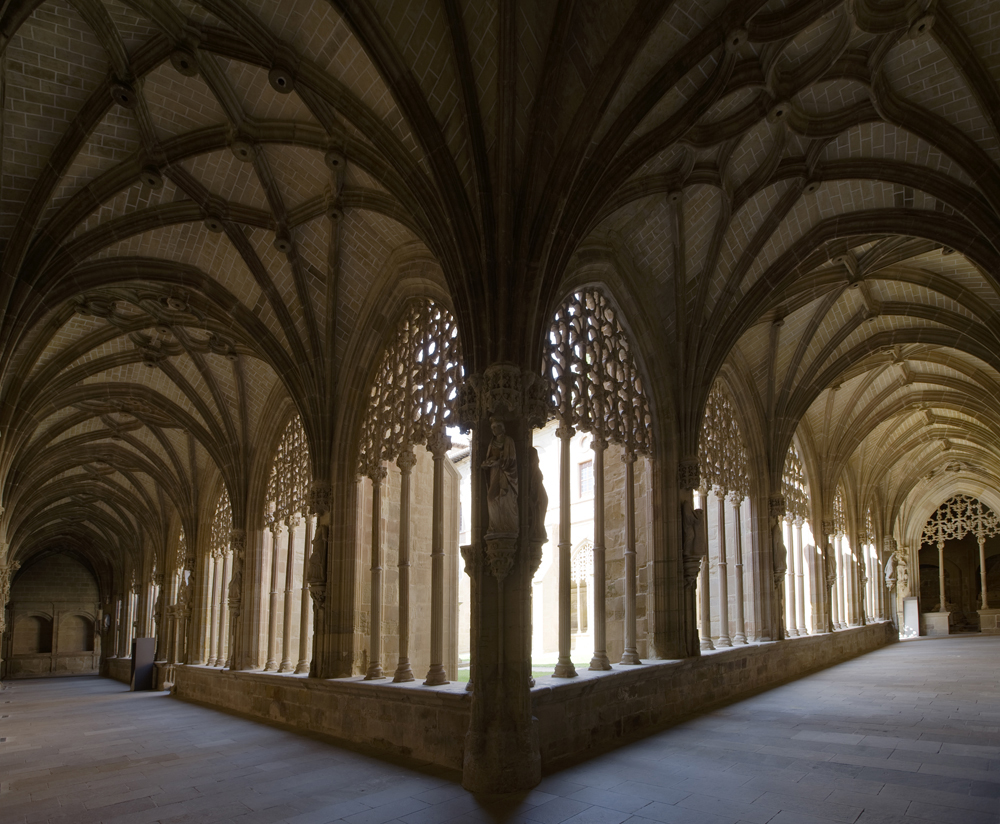
Claustro inferior

Entre los años 1517 y 1528 se construyó el claustro, que combina el gótico florido de las bóvedas y pilares, con el plateresco de las tracerías de los arcos. La mayor parte de las lápidas de las tumbas murales que se encuentran allí corresponden también a este estilo.
Los arcos, en número de 24, se adornan con tracerías en piedra, de motivo diferente en cada uno de ellos. Esta celosía pétrea aparece soportada por esbeltas columnillas. Sobre este nivel se levantó en 1578 un claustro superior.
El nombre claustro de los Caballeros se debe a que fueron muchos los nobles que eligieron este lugar para ser enterrados. De aquellas tumbas solo quedan las que están ubicadas en los muros, ya que las que estaban en el suelo fueron removidas durante las restauraciones debido al mal estado que presentaban.
El abandono y mal uso que el conjunto monumental tuvo en el siglo XIX, deterioró significativamente el claustro. Por ahora solo está restaurado el claustro inferior.

#### Capilla de la reina doña Mencía López de Haro

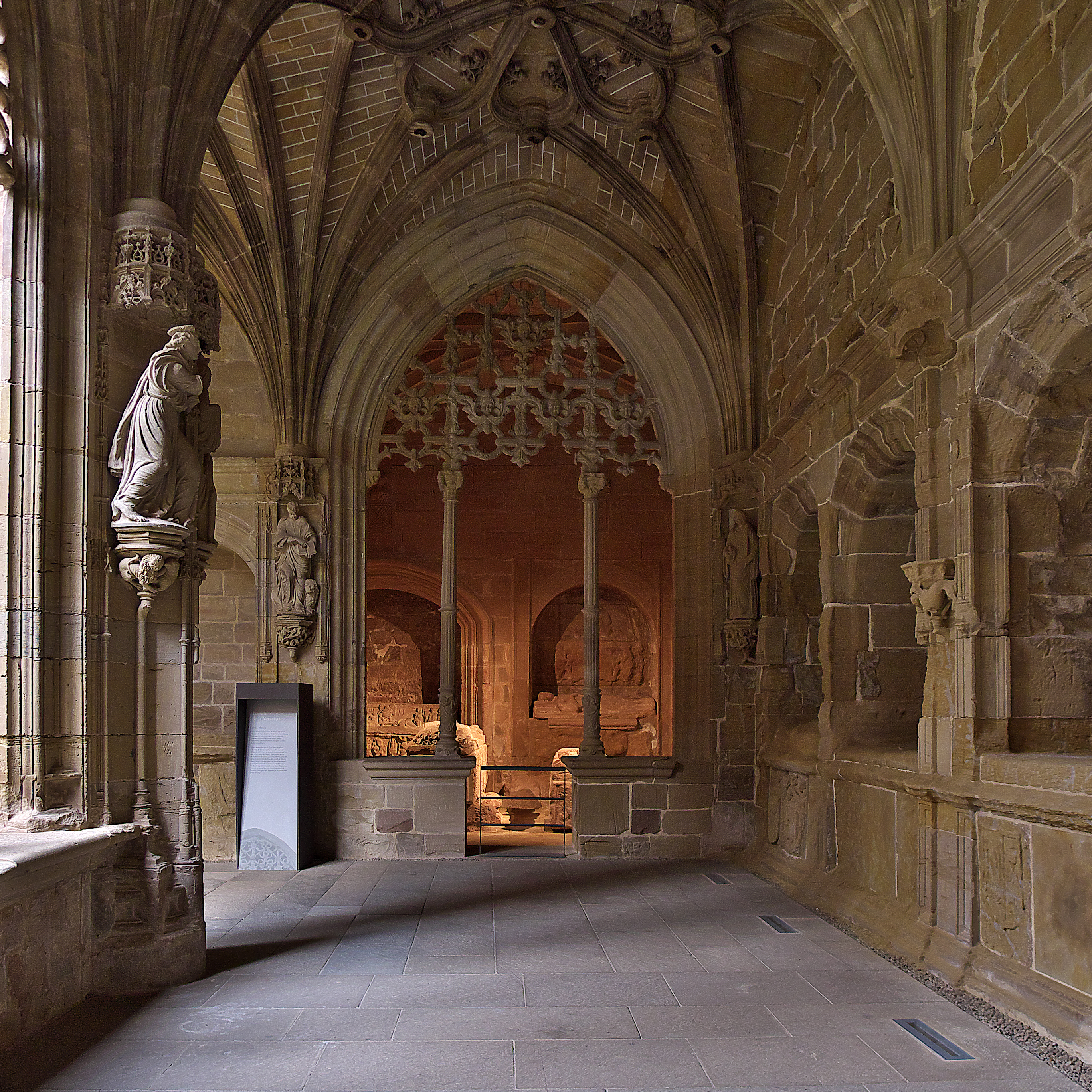
Capilla funeraria de doña Mencía

En una de las esquinas del lateral oeste del claustro se abre la capilla que contiene el sepulcro de la reina de Portugal Mencía López de Haro. Esta señora fue esposa, en segundas nupcias, del rey portugués Sancho II Capelo. Cuando este rey murió en el año 1248 Mencía volvió a Nájera, donde residió hasta su muerte en 1272. El sarcófago es del siglo XIII y está decorado con las armas de Portugal y de los López de Haro. Al lado de la tumba de Mencía están las de sus hermanos y la de Garci Lasso Ruiz de la Vega, que murió en la batalla de Nájera en el año 1367. La capilla albergó un cristo que fue muy venerado.

#### Mausoleo de Diego López de Haroel Bueno
El linaje de los López de Haro ostentó los títulos de condes de Nájera y de señores de Vizcaya desde que el rey Sancho el Mayor se los otorgó hasta el siglo XIV.
El mausoleo de Diego López de Haro, llamado el Bueno, X señor de Vizcaya (1170-1214) se sitúa al lado de la entrada a la iglesia, por la que se accede a los pies de la nave central, en el muro sur del claustro. A los pies del sarcófago de don Diego está el de su segunda esposa, Toda Pérez de Azagra, que murió en 1216. Las urnas son románicas, pero hay añadidos renacentistas en las decoraciones exteriores. Los bajorrelieves muestran escenas del sepelio y los personajes que en ellos aparecen van ataviados con ropajes del siglo XIII.

#### Puerta de acceso al templo
La puerta que da acceso al templo es un magnífico ejemplo de talla plateresca. Data de la primera mitad del siglo XVI y está decorada con medallones, motivos vegetales y animales fantásticos agrupados en paneles rectangulares. Es de madera tallada de nogal.

## Personas enterradas
En el monasterio se halla el Panteón Real de los reyes del reino de Nájera-Pamplona, antecesor del reino de Navarra, durante los siglos X, XI y XII. Dentro de los personajes de la realeza están mezclados miembros de dos dinastías diferentes, la Jimena, o de los Abarcas, que gobernó entre 918 y 1076, y la que instauró García Ramírez, que gobernó Navarra entre los años 1135 y 1234.
Dentro del templo hay dos zonas diferenciadas, el Panteón Real y el Panteón de los infantes. En otros lugares del recinto religioso hay más enterramientos, como el claustro de los Caballeros con el mausoleo de Diego López de Haro el Bueno y de su esposa. Hay otros muchos enterramientos, algunos todavía no identificados.
Por orden cronológico están enterrados en este conjunto religioso los siguientes personajes:
En el panteón Real y de los infantes:
- El rey Sancho Garcés II "Abarca", hijo del rey García Sánchez I de Pamplona, fundador del reino de Nájera. Fue rey de Nájera-Pamplona entre 970 y 994. Su hijo fue García Sánchez II de Pamplona el Temblón.
- Urraca Fernández, esposa de Sancho Abarca e hija del conde Fernán González.
- El rey García Sánchez III de Pamplona el de Nájera, hijo de Sancho Garcés III de Pamplona el Mayor y fundador del monasterio. Murió en 1054 en la batalla de Atapuerca.
- La reina Estefanía, esposa de García el de Nájera.
- Sancho Garcés IV el Noble o el de Peñalén, hijo de García el de Nájera, fue asesinado por sus hermanos Ramón y Ermesinda en 1076 en el sitio de Peñalén (Funes, Navarra), con 36 años. Su muerte supuso el fin del reino de Nájera.
- Placencia de Normandía, esposa de Sancho IV.
- Mayor Garcés, hermana de Sancho IV.
- Jimena Garcés, hermana de Sancho IV.
- Fernando Garcés, hermano de Sancho IV.
- Ramón Garcés, hermano de Sancho IV, que colaboró en su muerte.
- Ermesinda Garcés, hermana de Sancho IV, que colaboró en su muerte.
- Urraca Garcés, hija del rey García Sánchez III de Pamplona y de Estefanía y esposa de García Ordóñez, conde de Nájera.
- Mayor García, hija del conde García Ordóñez y Urraca.
- Ramiro Garcés, hermano de Sancho IV, fallecido en la batalla de Rueda.
- Ramón (Raimundo) Sánchez, señor de Esquíroz, hijo ilegítimo de Sancho IV.
- Sancho VI de Navarra el Sabio , también llamado el Valiente, hijo de García Ramírez de Pamplona y padre de Sancho VII de Navarra el Fuerte. Gobernó a partir de 1151 y murió en 1194.
- Sancha de Castilla, hija de Alfonso VII de León y esposa de Sancho IV de Navarra.
- Blanca Garcés de Pamplona, hija de García Ramírez, contrajo matrimonio en 1151 con el rey Sancho III de Castilla el Deseado. Su hijo fue Alfonso VIII de Castilla. Murió en 1156. Tiene dos monumentos funerarios: por un lado, un sepulcro románico, de gran importancia, y por otro su tumba junto al resto del panteón.
- Sancha Garcés, hija del rey García Ramírez y mujer de Gastón V de Bearne.
- Bermudo III de León, protegido por Sancho el Mayor para que gobernara en León a la muerte de su padre. Murió en la batalla de Tamarón en 1037. Aunque dispone de sepulcro en el monasterio, parece estar enterrado en la Basílica de San Isidoro de León.
- Toda López de Haro, adjudicó al monasterio la propiedad de Santa María de Estíbaliz.

En la capilla de la Vera Cruz, mandada construir por Mencía López de Haro:
- Mencía López de Haro, hija de Lope Díaz II de Haro, reina de Portugal.
- Lope Díaz de Haro, hijo de madre desconocida de Lope Díaz II de Haro, fue obispo de Siguenza.
- Diego López de Salcedo, hijo ilegítimo de Lope Díaz II de Haro, casado con María Álvarez, hija de Álvaro Fernández Potesta.
- García Manrique de Lara, del siglo XVI.
- Garcilaso de la Vega, de comienzos del siglo XIII.
- Toda López, hija del séptimo señor de Vizcaya.
- Lope Íñiguez, llamado el Rubio, y su mujer Ticla Díaz.

En el claustro:

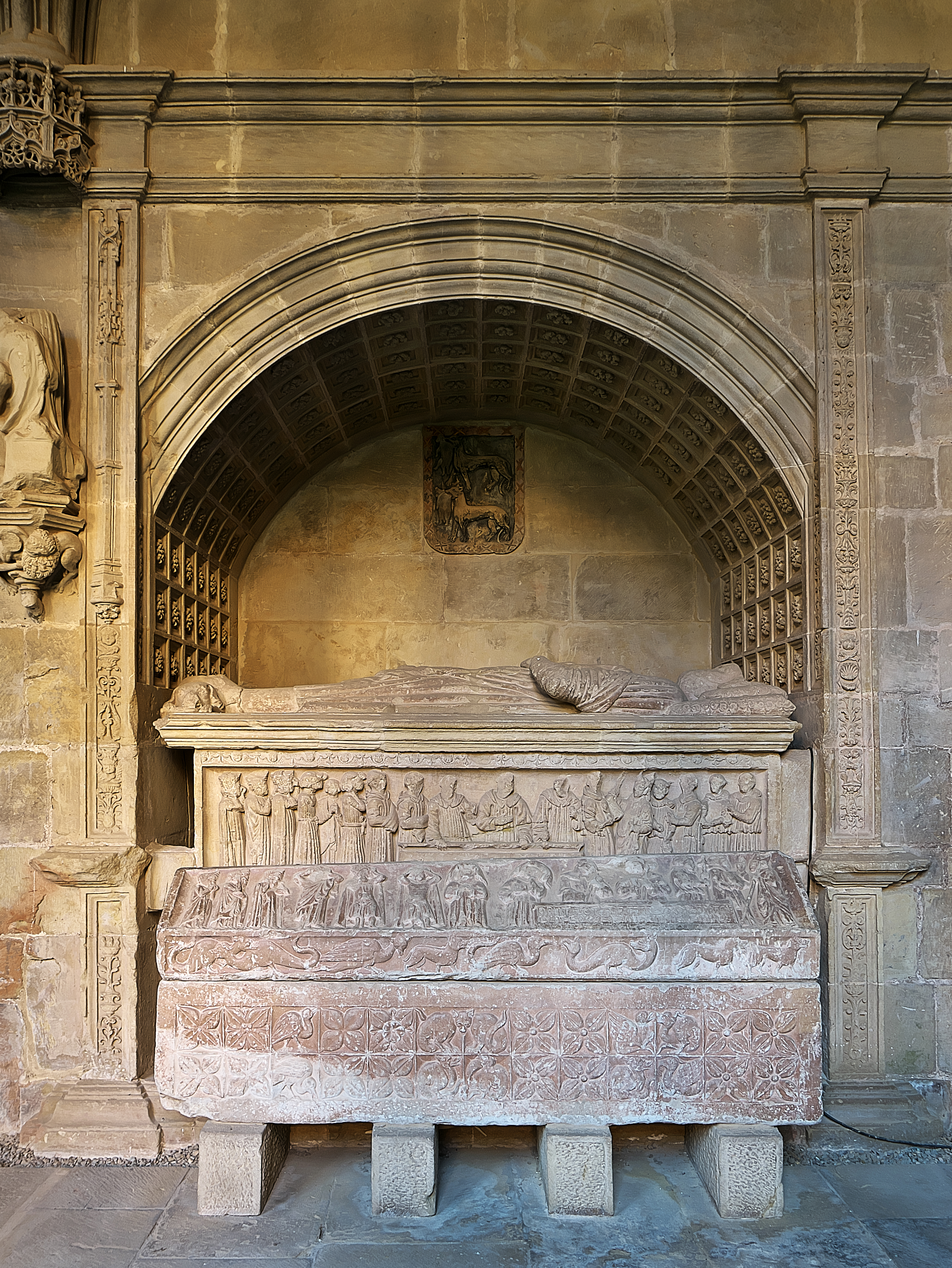
Sepulcro de Diego López de Haro y de Toda Pérez de Azagra

- Diego López II de Haro el Bueno, con su figura yacente del siglo XIII.
- Toda Pérez de Azagra, segunda esposa de Diego López II de Haro.
- Lope Díaz II de Haro, hijo de Diego López II de Haro.
- Diego López III de Haro, hijo de Lope Díaz II de Haro.
- Sancho López de Haro, hijo de Lope Díaz II de Haro.
- Alfonso López de Haro, hijo de Lope Díaz II de Haro, señor de los Cameros por su matrimonio con María Álvarez, hija de Álvar Díaz de los Cameros.
- Berenguela López de Haro, hija de Lope Díaz II de Haro.

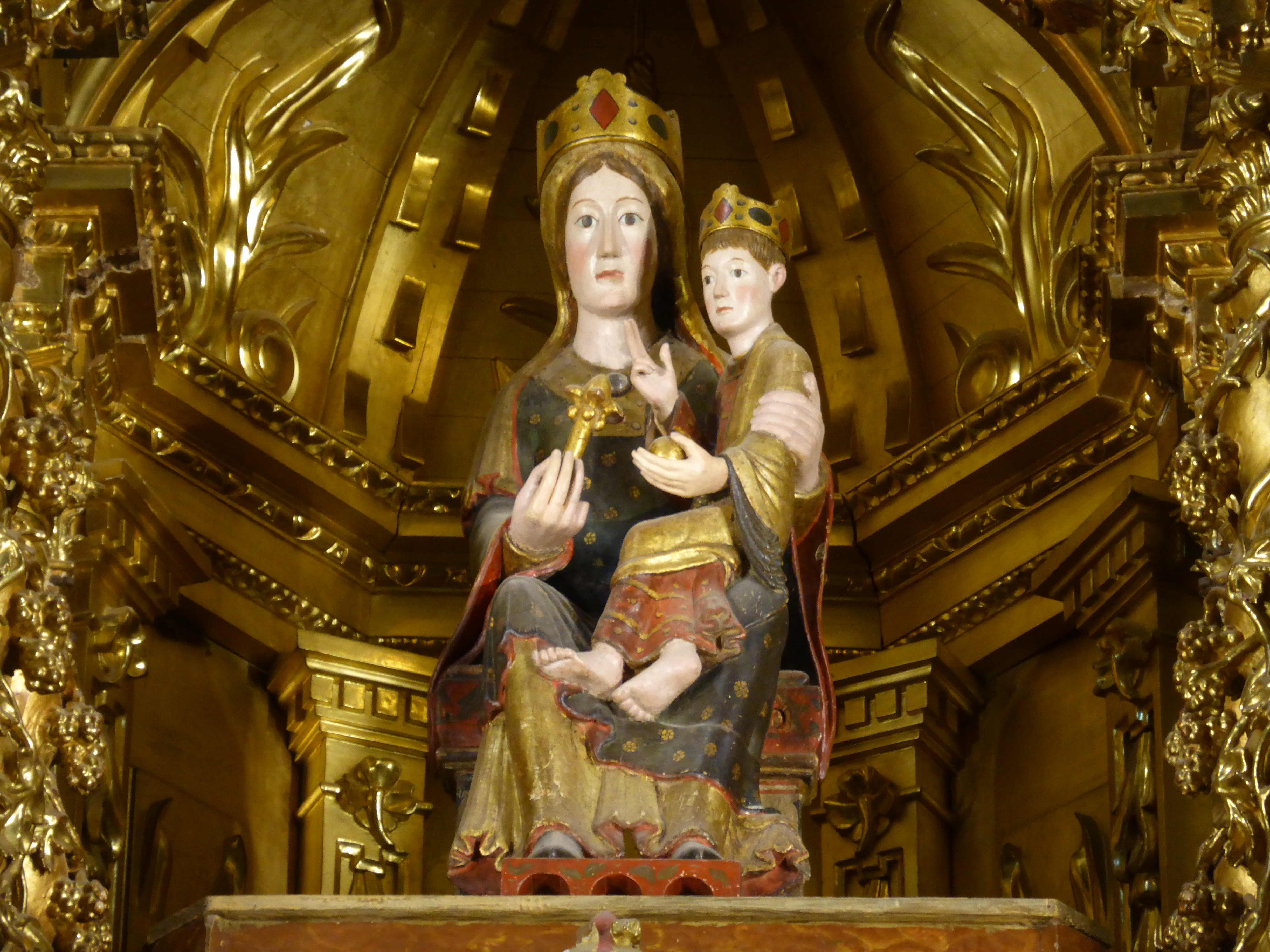
Virgen medieval del retablo mayor
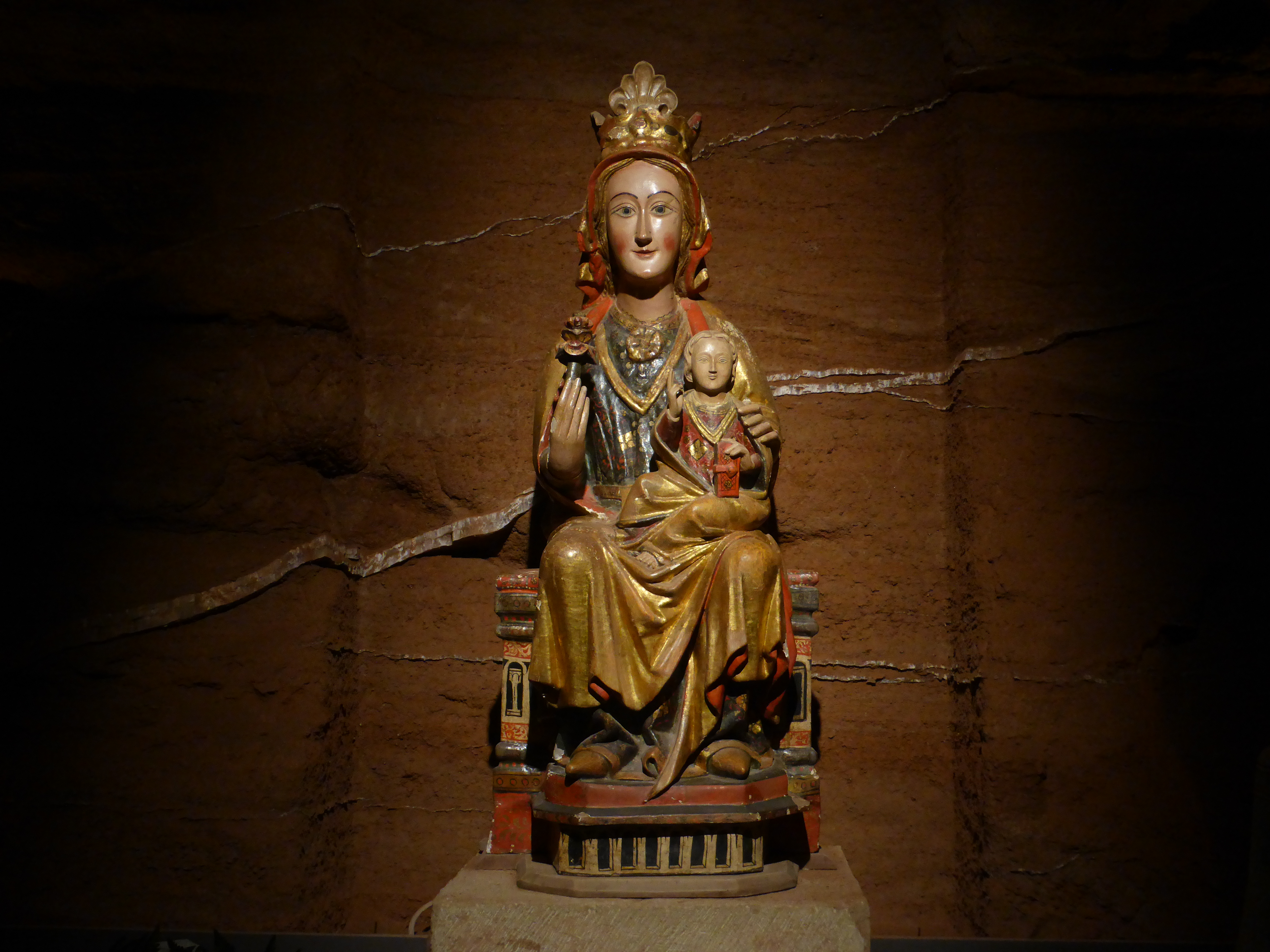
Virgen gótica, en la cueva de la iglesia
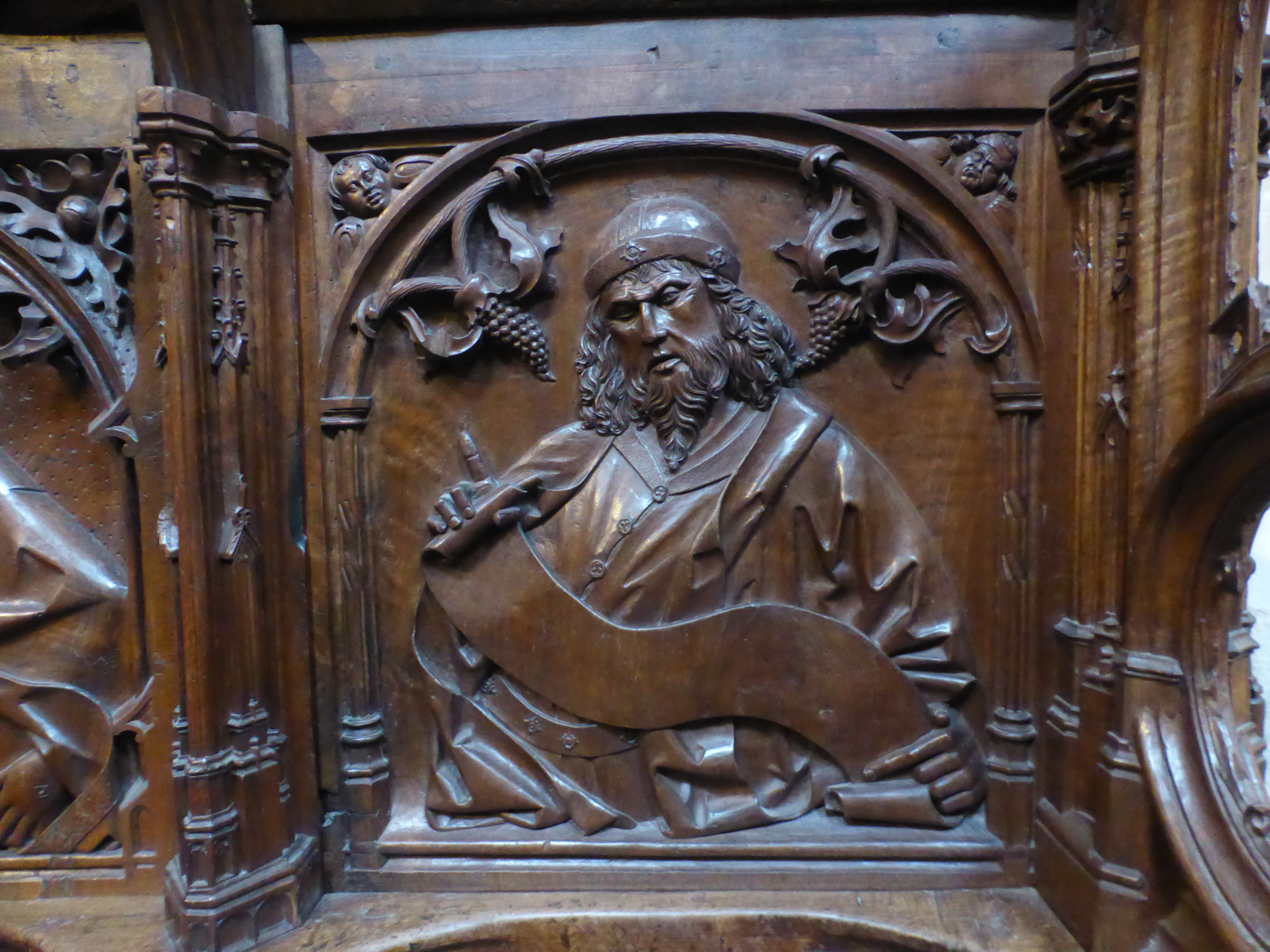
Detalle de la sillería del coro
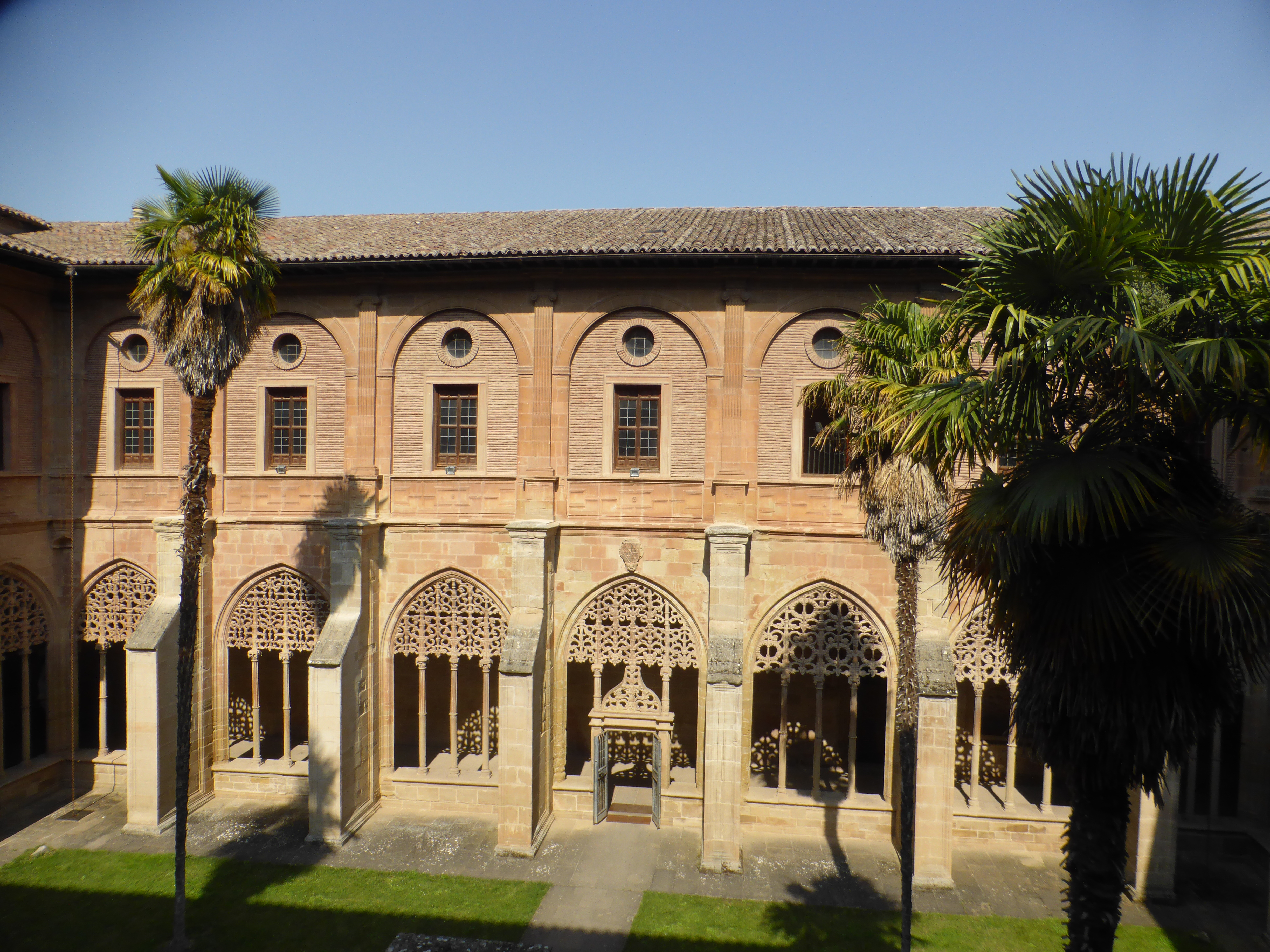
Claustros del monasterio